# スーダン航空109便オーバーラン事故
スーダン航空109便オーバーラン事故（スーダンこうくう109びんオーバーランじこ、英語：Sudan Airways Flight 109）とは、2008年6月10日にアンマン発ダマスカス経由ハルツーム行きのスーダン航空109便が目的地のハルツーム国際空港に着陸した際に発生した航空事故である。乗員乗客214名のうち30名が犠牲となった。

## 事故機
機種はエアバス A310-324型機で、シリアル番号548、機体記号はST-ATN。航空用エンジンは2発のPW4152を搭載しており、1990年8月23日にF-WWCVとして初飛行し、2ヵ月後の10月22日に9V-STUとしてシンガポール航空が受領した 。2001年5月10日にはVT-EVFとしてエア・インディアに引き渡され、2007年12月1日をもってST-ATNに再登録されてスーダン航空の保有機材となった。エアバスによると、総飛行時間は約52,000時間、飛行回数は約21,000回に及んでいた。

## 経緯
109便はヨルダンの首都アンマンのクィーンアリア国際空港を離陸し、シリアの首都ダマスカスのダマスカス国際空港を経由して、スーダンの首都ハルツームのハルツーム国際空港へ向かっていた。しかし、砂嵐と豪雨がハルツームへの着陸を妨げていたため、109便はポートスーダンにあるポートスーダン新国際空港へのダイバートを余儀なくされた。その後はハルツームへの飛行を許可され、109便はUTC17時26分に着陸した。しかし、その際滑走路内で停止できずにオーバーランし、滑走路36の端から215メートル離れて停止した後、機体右側から火災が発生した:8。出火した側の脱出用スライドは展開出来なかったため、乗客らは左側のスライドを使って避難した:9。

## 原因
このオーバーランは長いフレア操作や濡れた滑走路、自動ブレーキおよび第1エンジンの逆推力装置が作動しない状態での着陸といった複数の要因により引き起こされた:39。この第1エンジンの逆推力が作動しない状態で、滑走路残り2,080m以内で停止させようと機長が両エンジンを逆噴射させたため、機体は右寄りに変針した。調査報告書は、この日早くにハルツームで大規模な砂嵐が発生し、その後に視界不良と事故当時の激しい風雨が続いたことを指摘している。長いフレア操作の原因は、実際には15ノット（時速28km）の追い風が吹いていたが、7ノット（時速13km）の向かい風が吹いていると着陸時のパイロットに誤って伝えられていたことであった:39。

## 犠牲者
乗員11名と乗客203名のうち:8、それぞれ1名と29名の計30名が犠牲になった:9。その多くは、アンマンでの治療を終えて戻ろうとした障害児や高齢者であった。乗客の中には、スーダンの国会議員であるアッバス・アル＝ファディニも含まれていたが、無傷で生存した。